# Беверидж, Уильям
Уи́льям Ге́нри Бе́веридж, барон (англ. William Henry Beveridge, 1st Baron Beveridge; 5 марта 1879, Рангпур (Индия, ныне Бангладеш) — 16 марта 1963, Оксфорд) — английский экономист, представитель фабианства.

## Биография
Родился в Индии (ныне Бангладеш) в семье судьи Генри Бевериджа и британского востоковеда Аннет Акройд (Беверидж).
Учился в Балиол-колледже Оксфордского университета, первоначально посвятил себя там астрономией, а затем занялся изучением права.
В 1905—1908 годах занимался изучением вопросов связанных с экономикой и социальным устройством, входил в Совет Лондона по безработице, был председателем Комитета по трудоустройству безработных. Начиная с 1906 года более двух лет работал корреспондентом «Морнинг Пост». С 1908 чиновник министерства торговли, затем директор биржи труда. В годы Первой мировой войны трудился сначала в министерстве вооружения, затем в качестве постоянного секретаря в министерстве продовольствия. Возведён в рыцарское достоинство в 1919 году.
С 1919 по 1937 год — директор Лондонской школы экономики и политической науки. В 1937 возглавил Университетский колледж Оксфорда.
В 1941 стал председателем специального комитета, подготовившего через год доклад «Социальное страхование и другие виды социального обслуживания».
В 1944—1945 депутат Палаты общин от Либеральной партии. Весной 1945 года был назначен председателем избирательного комитета либеральной партии, в течение трёх месяцев перед парламентскими выборами объездил всю страну. Это негативно сказалась на кампании в его собственном избирательном округе, он уступил кандидату консерваторов. Став в 1946 лордом (получил титул барона), возглавил фракцию Либеральной партии в верхней палате британского парламента и стал одним из вице-председателей этой партии.
Член Британской академии (с 1937 года). Президент Королевского статистического общества (1941—1943).

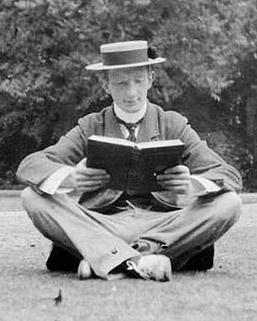
У. Беверидж. Балиол-колледж. 1898

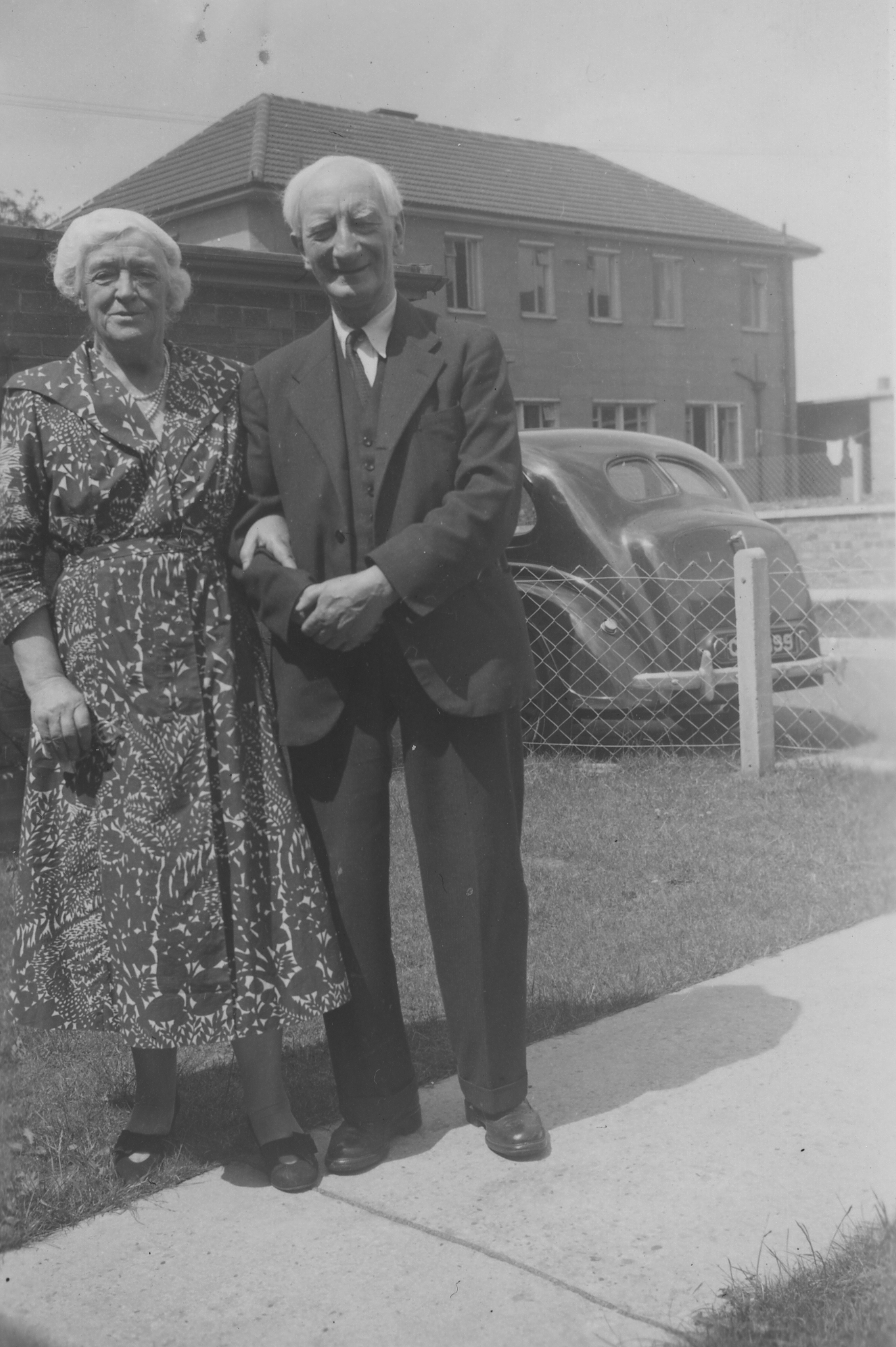
У. Беверидж и его жена Джанет. 1952

### Личная жизнь
Был личным другом британского историка Ричарда Тоуни. Брат его жены.
Более тридцати лет другом и помощницей Бевериджа была Джанет Мэйр. Во время Второй мировой войны после смерти её мужа они смогли пожениться.

## Основные произведения
- «Безработица: проблема промышленности» (Unemployment: A problem of industry, 1909);
- «Цены и заработная плата в Англии с двенадцатого по девятнадцатый век» (Prices and Wages in England from the Twelfth to the Nineteenth Century, 1939);
- «Социальное страхование и другие виды социального обслуживания» (Social Insurance and Allied Services, 1942), более известно как «Отчёт Бевериджа»;
- «Полная занятость и свободное общество» (Full Employment in a Free Society, 1944);
- «Экономическая теория полной занятости» (The Economics of Full Employment, 1944).